# Copa CONMEBOL
A Copa CONMEBOL egy megszűnt labdarúgó sorozat, mely 1992 és 1999 között a CONMEBOL által került kiírásra.
A Copa Libertadoresről lemaradó csapatok vettek részt a megmérettetésben, a lebonyolítás egyenes kieséses rendszerben zajlott.
A kupasorozat 1999-ben ért véget, amikor a Copa Libertadores mezőnyét 32 csapatosra bővítették. A legsikeresebb csapat a brazil Atlético Mineiro, 2 győzelemmel.

## Kupadöntők
| 1992 Részletek | Atlético Mineiro    | 2 - 0 / 0 - 1 Összesítésben 2 - 1                     | Olimpia                | El Nacional      | Gimnasia La Plata    |
| 1993 Részletek | Botafogo            | 1 - 1 / 2 - 2 Összesítésben 3 - 3 (büntetőkkel) 3 - 1 | Peñarol                | Atlético Mineiro | San Lorenzo          |
| 1994 Részletek | São Paulo           | 6 - 1 / 0 - 3 Összesítésben 6 - 4                     | Peñarol                | Corinthians      | Universidad de Chile |
| 1995 Részletek | Rosario Central     | 0 - 4 / 4 - 0 Összesítésben 4 - 4 (büntetőkkel) 4 - 3 | Atlético Mineiro       | América Cali     | Atlético Colegiales  |
| 1996 Részletek | Lanús               | 2 - 0 / 0 - 1 Összesítésben 2 - 1                     | Independiente Santa Fe | Vasco da Gama    | Rosario Central      |
| 1997 Részletek | Atlético Mineiro    | 4 - 1 / 1 - 1 Összesítésben 5 - 2                     | Lanús                  | Colón            | Universitario        |
| 1998 Részletek | Santos              | 1 - 0 / 0 - 0 Összesítésben 1 - 0                     | Rosario Central        | Atlético Mineiro | Sampaio Corrêa       |
| 1999 Részletek | Talleres de Córdoba | 2 - 4 / 3 - 0 Összesítésben 5 - 4                     | CSA                    | São Raimundo     | Deportes Concepción  |

(* A csillaggal jelölt csapat volt a pályaválasztó az első mérkőzésen)

## Klubonként
| Csapat                 | Győzelmek | Második hely |
| ---------------------- | --------- | ------------ |
| Atlético Mineiro       | 2         | 1            |
| Rosario Central        | 1         | 1            |
| Botafogo               | 1         | —            |
| São Paulo              | 1         | —            |
| Olimpia                | 1         | —            |
| Lanús                  | 1         | 1            |
| Santos                 | 1         | —            |
| Talleres de Córdoba    | 1         | —            |
| Peñarol                | —         | 2            |
| Olimpia                | —         | 1            |
| Independiente Santa Fe | —         | 1            |
| CSA                    | —         | 1            |

## Országonként
| Ország    | Győzelmek száma | Második hely |
| --------- | --------------- | ------------ |
| Brazília  | 5               | 2            |
| Argentína | 3               | 2            |
| Uruguay   | —               | 2            |
| Paraguay  | —               | 1            |
| Kolumbia  | —               | 1            |